# Jean Mesnard

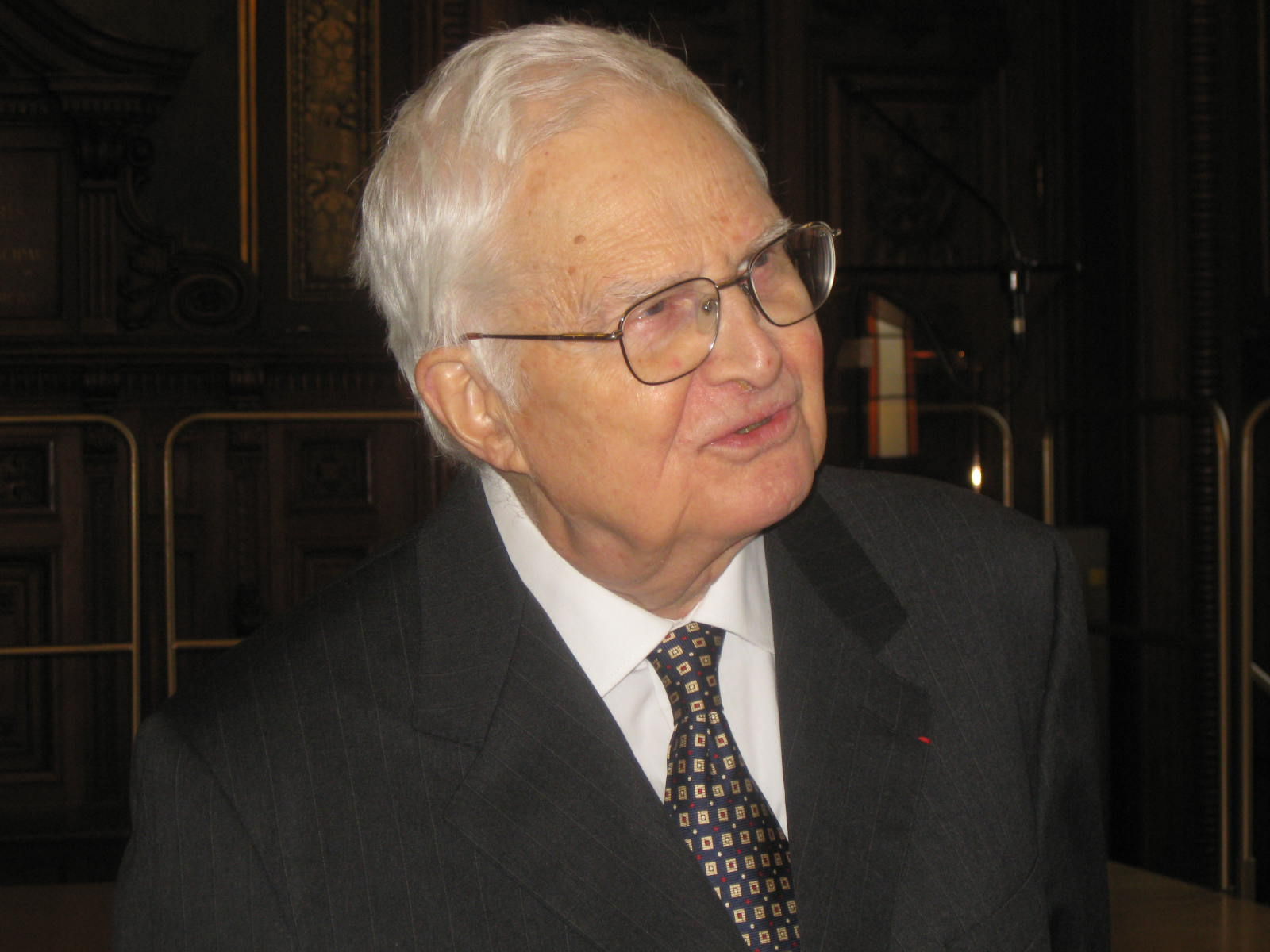
Jean Mesnard (2011)

Jean Mesnard (* 23. Februar 1921 in Champagnac; † 9. August 2016 in Bordeaux) war ein französischer Romanist und Literaturwissenschaftler.

## Leben
Jean Mesnard studierte ab 1941 an der École normale supérieure (ENS) und bestand 1946 die Agrégation (Staatsprüfung für das höhere Lehramt) im Fach Lettres (Sprachen und Literatur). 1944 war er Kriegsfreiwilliger. Von 1947 bis 1951 war er Assistent an der Sorbonne, von 1952 bis 1956 außerordentlicher Professor an der Universität des Saarlandes (mit Wohnsitz in Bordeaux). Ab 1956 lehrte er an der Universität Bordeaux, ab seiner Habilitation 1965 als Professor. Dann wurde er als Nachfolger von Antoine Adam an die Sorbonne berufen und lehrte dort bis 1990 französische Literaturgeschichte des 17. Jahrhunderts. Der Schwerpunkt seiner Forschung betraf Blaise Pascal.
Von 1978 bis 1984 war er Vorsitzender der Société d’étude du xviie siècle. 1997 wurde er in die Académie des sciences morales et politiques gewählt (Sektion Philosophie, Sitz Nr. 6) und war 2010 ihr Präsident.
Er war seit 2013 Offizier der Ehrenlegion.

## Veröffentlichungen (Auswahl)
- Pascal. L’homme et l’oeuvre. Boivin, Paris 1951, 1956. Hatier, Paris 1962, 1966, 1967.
- (Hrsg.) Blaise Pascal: Oeuvres complètes. 4 Bde. Desclée de Brouwer, Paris 1964–1992. (unvollständig, Bände 5–7 nicht erschienen)
- Pascal. Desclée de Brouwer, Paris 1965.
- Pascal et les Roannez. 2 Bde. Desclée de Brouwer, Paris 1965. (Thèse)
- Les Pensées de Pascal. Société d’édition d’enseignement supérieur, Paris 1976, 1993, 1995.
- (Hrsg.) Mme de Lafayette: La Princesse de Clèves. Imprimerie nationale, Paris 1980.
- (Hrsg. mit Jean Lafond) Images de La Rochefoucauld. Actes du tricentenaire, 1680–1980. Presses universitaires de France, Paris 1984.
- (Hrsg. mit Roland Mousnier) L’âge d’or du mécénat, 1598–1661. Actes. Centre national de la recherche scientifique, Paris 1985.
- (Hrsg.) Précis de littérature française du XVIIe siècle. PUF, Paris 1990.
- La culture du XVIIe siècle. Enquêtes et synthèses. Presses universitaires de France, Paris 1992.
- (Hrsg. mit Pascale Mengotti-Thouvenin) Entretien avec M. de Sacy sur Épictète et Montaigne. Desclée De Brouwer, Paris 1994.